# Дагестанские Огни
Дагеста́нские Огни́ (таб. Дагъустандин ЦIaяр, азерб. Дағыстан Ишыглары, лезг. Дагъустандин ЦIаяр) — город на юге России, в Республике Дагестан. Город республиканского значения.
Образует муниципальное образование «город Дагестанские Огни» со статусом городского округа, как единственный населённый пункт в его составе.

## Этимология
Возник как посёлок при построенном в 1914 году стекольном заводе, на котором в качестве источника энергии использовался горючий природный газ, за что и завод, и посёлок получили название Дагестанские Огни. С 1990 года — город с тем же названием.

## География
Город расположен у северо-восточного подножия Большого Кавказа, в 118 км к юго-востоку от Махачкалы и в 5 км к северо-западу от Дербента. Находится на высоте 35 метров над уровнем моря, к северо-востоку от горы Барафтау (208 м). Расстояние до Каспийского моря составляет около 3 км. Является спутником города Дербент.

## История
Когда в Дербентском районе появились «таинственные» факелы огня, давшие затем название этой местности, неизвестно, но вероятно, что это произошло после землетрясения 1904 года, которое случилось именно в этих местах. Землетрясение нарушило пласты известняковых горных пород, и через трещины из недр земли стал просачиваться природный газ.
Старожилы вспоминают, что эти места раньше часто давали приют путникам, которые на ночь разводили костры. Теперь пламя костров стало голубым, оно взвивалось к небу и расходилось по трещинам в почве. Путники в суеверном страхе бежали из этих мест, а факелы стали гореть постоянно.
В самом начале XX века в долину приехал иранец, который построил печи и стал жечь известь, она получалась густая и белая, как сметана. Предприимчивый перс быстро разбогател и отбыл восвояси. Вскоре узнав о «горящей» земле в Дагестане, астраханские капиталисты братья Малышевы осмотрели местность и убедились в возможности организации стекольного производства. Более того, они обнаружили в прилегающих к этой местности сёлах Сабнова и Митаги естественные кварцевые пески — основное сырьё для производства стекла. В 1913 году они арендовали у дербентского хана участок в 10 гектаров для строительства завода, а в 1914 году приступили к его строительству. Завод стал в небольших объёмах выпускать стеклоизделия. Революция и Гражданская война помешали завершить строительство, завод был разрушен.
В 1922 году СНК РСФСР принял решение о строительстве нового механизированного завода для производства стекла и бутылок, который мог бы обеспечить стеклом и стеклотарой весь Северный Кавказ и закавказские республики. В феврале 1926 года стекольный завод «Дагестанские Огни» вступил в строй и начал давать продукцию. Посёлок Дагестанские Огни был известен в России до того, как образовалась сама Дагестанская Республика, так как до революции в империи не было ни одного предприятия стекольной промышленности, которое бы работало на природном газе.
В городе побывал «всесоюзный староста» М. И. Калинин — в 1918, 1924 и 1928 годах. В 1961 году стекольному заводу «Дагестанские Огни» было присвоено звание предприятия коммунистического труда, он награждён грамотами и орденом Знак Почёта. На заводе работали представители 29 национальностей: азербайджанцы, табасараны, русские, лезгины, даргинцы, украинцы, аварцы, таты, кумыки и белорусы. Здесь трудился Герой Социалистического Труда Гебек Алиевич Насруллаев. Вся история Дагестанских Огней неотделима от истории завода, благодаря которому и был построен посёлок, ставший впоследствии городом.
В 1986 году в состав рабочего посёлка был включен посёлок № 1 совхоза имени Ильича, находившийся на территории Дербентского района.
Постановлением Верховного Совета Дагестанской АССР от 27 июля 1990 года рабочий посёлок Дагестанские Огни отнесён к категории городов республиканского подчинения, сохранив за ним прежнее наименование.
На сегодняшний день стекольный завод остаётся градообразующим предприятием города.
Распоряжением Правительства РФ от 29 июля 2014 года № 1398-р «Об утверждении перечня моногородов» город включён в категорию «Монопрофильные муниципальные образования Российской Федерации (моногорода) с наиболее сложным социально-экономическим положением».

## Население
| 1926    | 1931    | 1939    | 1959    | 1970    | 1979    | 1989    |
| ------- | ------- | ------- | ------- | ------- | ------- | ------- |
| 1048    | ↗1400   | ↗4278   | ↗6814   | ↗10 444 | ↗12 598 | ↗21 676 |
| 1992    | 1996    | 2000    | 2002    | 2003    | 2005    | 2006    |
| ↗23 300 | ↗25 500 | ↗25 600 | ↗26 346 | ↘26 300 | ↘26 100 | ↘25 900 |
| 2007    | 2008    | 2009    | 2010    | 2011    | 2012    | 2013    |
| ↘25 800 | ↗26 000 | ↗26 393 | ↗27 923 | ↘27 900 | ↗28 125 | ↘28 100 |
| 2014    | 2015    | 2016    | 2017    | 2018    | 2019    | 2020    |
| ↗28 132 | ↗28 669 | ↗28 887 | ↗29 238 | ↗29 401 | ↗29 555 | ↗29 716 |
| 2021    | 2023    | 2024    | 2025    |         |         |         |
| ↗31 412 | ↗31 894 | ↗32 330 | ↗32 673 |         |         |         |

На 1 января 2025 года по численности населения город находился на 463-м месте из 1124 городов Российской Федерации.
Национальный состав
По данным Всероссийской переписи населения 2021 года:
| Народ         | Численность, чел. | Доля от всего населения, % |
| ------------- | ----------------- | -------------------------- |
| табасараны    | 15 641            | 49,79 %                    |
| азербайджанцы | 5 487             | 17,47 %                    |
| лезгины       | 4 851             | 15,44 %                    |
| даргинцы      | 1 991             | 6,34 %                     |
| агулы         | 925               | 2,94 %                     |
| русские       | 353               | 1,12 %                     |
| другие        | 1 272             | 4,05 %                     |
| не указано    | 892               | 2,84 %                     |
| Всего         | 31 412            | 100,00 %                   |

Динамика изменения национального состава по данным переписей населения СССР и РФ.
| Год переписи  | 1926 год           | 1939 год              | 1959 год              | 1970 год              | 1979 год              | 1989 год              | 2002 год              | 2010 год                |
| ------------- | ------------------ | --------------------- | --------------------- | --------------------- | --------------------- | --------------------- | --------------------- | ----------------------- |
| табасараны    | 0                  | ↗ 4 чел. (0,09 %)     | ↗ 321 чел. (4,71 %)   | ↗ 1195 чел. (11,44 %) | ↗ 2042 чел. (16,21 %) | ↗ 6764 чел. (31,21 %) | ↗ 9359 чел. (35,52 %) | ↗ 12 901 чел. (46,20 %) |
| азербайджанцы | 126 чел. (12,02 %) | ↗ 389 чел. (9,09 %)   | ↗ 1314 чел. (19,28 %) | ↗ 2126 чел. (20,36 %) | ↗ 2307 чел. (18,31 %) | ↗ 5552 чел. (25,61 %) | ↗ 6917 чел. (26,25 %) | ↘ 6465 чел. (23,15 %)   |
| лезгины       | 268 чел. (25,57 %) | ↗ 644 чел. (15,05 %)  | ↗ 1817 чел. (26,67 %) | ↗ 3431 чел. (32,85 %) | ↗ 4733 чел. (37,57 %) | ↗ 4903 чел. (22,62 %) | ↗ 5860 чел. (22,24 %) | ↘ 4986 чел. (17,86 %)   |
| даргинцы      | 26 чел. (2,48 %)   | ↗ 237 чел. (5,54 %)   | ↗ 459 чел. (6,74 %)   | ↗ 901 чел. (8,63 %)   | ↗ 1126 чел. (8,94 %)  | ↗ 1883 чел. (8,69 %)  | ↗ 2197 чел. (8,34 %)  | ↘ 1835 чел. (6,57 %)    |
| агулы         | 0                  | 0                     | 0                     | ↗ 6 чел. (0,06 %)     | ↗ 67 чел. (0,51 %)    | ↗ 633 чел. (2,92 %)   | ↗ 922 чел. (3,50 %)   | ↘ 858 чел. (3,07 %)     |
| русские       | 289 чел. (27,58 %) | ↗ 2437 чел. (56,97 %) | ↘ 2231 чел. (32,74 %) | ↘ 2023 чел. (19,37 %) | ↘ 1447 чел. (11,49 %) | ↘ 1082 чел. (4,99 %)  | ↘ 505 чел. (1,92 %)   | ↘ 303 чел. (1,09 %)     |
| кумыки        | 55 чел. (5,25 %)   | ↗ 124 чел. (2,90 %)   | ↗ 189 чел. (2,77 %)   | ↗ 232 чел. (2,22 %)   | ↘ 224 чел. (1,78 %)   | ↘ 224 чел. (1,03 %)   | ↘ 203 чел. (0,77 %)   | ↘ 169 чел. (0,61 %)     |
| другие        | 289 чел. (27,10 %) | 443 чел. (10,36 %)    | 483 чел. (7,09 %)     | 530 чел. (5,07 %)     | 654 чел. (5,19 %)     | 635 чел. (2,93 %)     | 383 чел. (1,46 %)     | 406 чел. (1,45 %)       |
| всего         | 1 048 чел. (100 %) | ↗ 4 278 чел. (100 %)  | ↗ 6 814 чел. (100 %)  | ↗ 10 444 чел. (100 %) | ↗ 12 598 чел. (100 %) | ↗ 21 676 чел. (100 %) | ↗ 26 346 чел. (100 %) | ↗ 27 923 чел. (100 %)   |

## Городской округ
Статус и границы городского округа Дагестанские Огни установлены Законом Республики Дагестан от 28 декабря 2004 года.
Управляется собранием депутатов городского округа (местное самоуправление). В VII созыве 2020—2025 годов — 22 депутата.
- Председатель местного самоуправления — Бабаев Насретдин Гаджибалаевич.
- Глава администрации городского округа — Гаджимурадов Замир Шамсутдинович.

## Экономика
- стекольный завод (входит в состав Логистической инвестиционной группы Сафинат)
- кирпичный завод
- винный завод
- коньячный завод

## Известные уроженцы
- Родившиеся в Дагестанских Огнях
- Умершие в Дагестанских Огнях